# Obligation réelle environnementale (droit français)
Pour la commune française de Haute-Garonne homonyme, voir Ore.

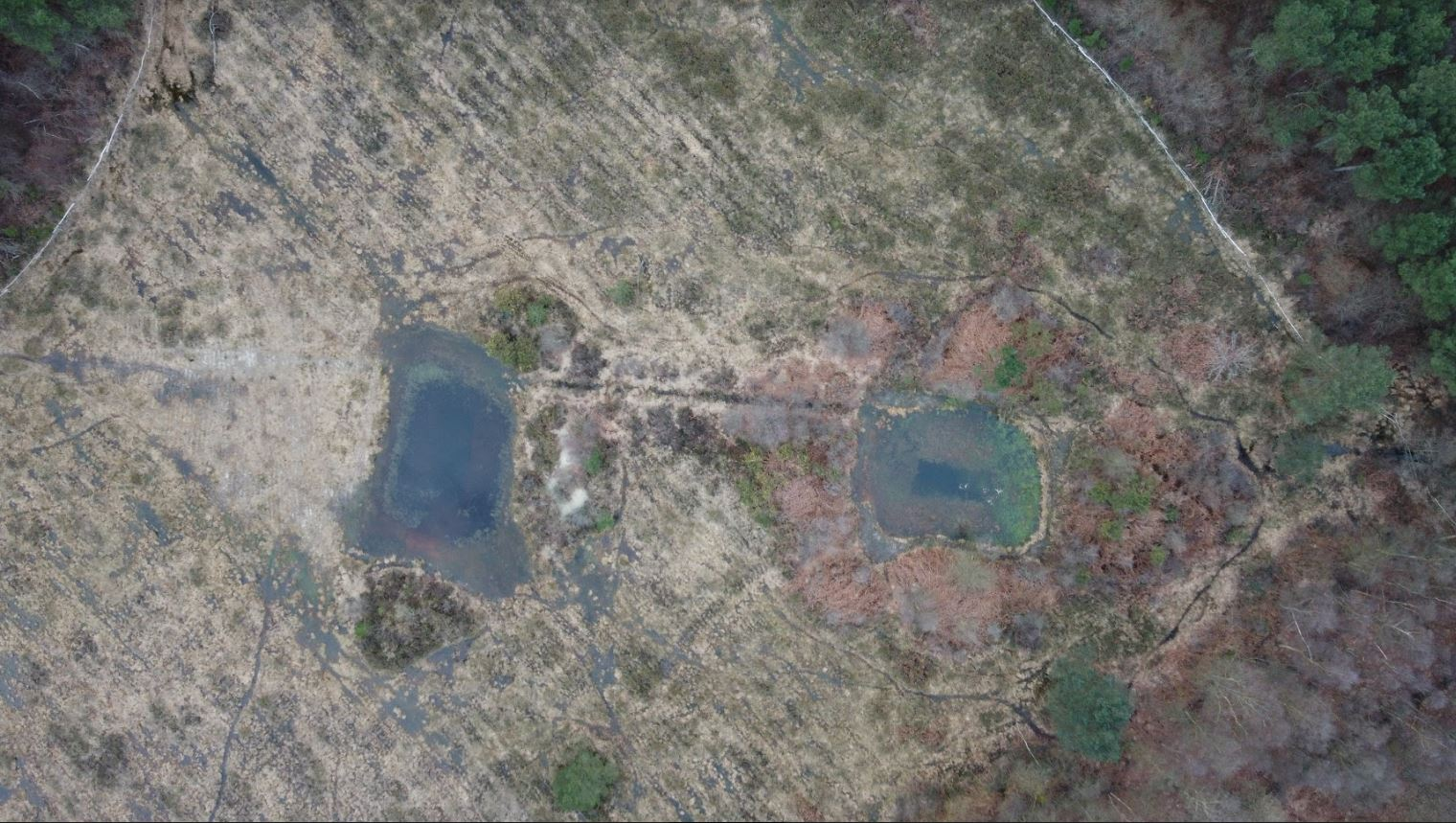
Les Grandes Landes de Trébédan font l'objet d'une ORE signée le 7 septembre 2023, entre la commune (propriétaire) et l'association Bretagne vivante.

L’obligation réelle environnementale (ORE) est un outil juridique, créé en France par la loi pour la reconquête de la biodiversité, de la nature et des paysages du 8 août 2016, permettant aux propriétaires fonciers de faire naître sur leur terrain des obligations durables de protection de l’environnement.
La première ORE est signée le 14 mai 2018 pour protéger le marais des Lagneux sur la commune de Yenne entre les propriétaires fonciers, la commune et le conservatoire d'espaces naturels de la Savoie.

## Origines
Cet outil juridique, déjà évoqué lors du Grenelle de l'environnement, est inspiré de la servitude environnementale du droit anglo-saxon, ou d'autres États (comme le Brésil).

## Législation
À la croisée du droit du foncier et du droit de l'environnement, l'ORE est codifiée en France à l’article L. 132-3 du code de l’environnement. Sa durée ne peut excéder 99 ans et le contrat, obligatoirement établi par acte authentique, est publié au service de la publicité foncière afin d'être connu des tiers.
Ce contrat peut être établi entre le propriétaire d'un bien foncier et une collectivité publique (État, collectivité locale...), un établissement public ou une personne morale de droit privé agissant pour la protection de l'environnement (association, fondation...). S'agissant d'un droit réel — c'est-à-dire attaché au bien concerné — l'obligation réelle environnementale s'applique à tous les propriétaires successifs du bien pendant la durée de validité de la convention.
Une ORE engage le propriétaire dans des actions de « maintien, conservation, gestion ou restauration d'éléments de la biodiversité ou de services écosystémiques », éventuellement dans le cadre d'une démarche de compensation écologique. L'obligation réelle environnementale peut être une obligation de faire ou de ne pas faire dont la finalité est la protection de l'environnement et, plus spécifiquement, de la biodiversité.

### Contenu de l'obligation réelle environnementale
L'obligation réelle environnementale est un contrat de droit privé, librement négocié entre le propriétaire et le bénéficiaire, qui contient au minimum les engagements réciproques des parties, sa durée de validité et les modalités de révision et de résiliation.
Selon l'étude d'impact de la loi, « Le contenu pourrait être décrit dans ses grandes lignes :
- Obligations et droits du propriétaire : lister des obligations de faire ou de ne pas faire sur la propriété et lister les droits que conserve le propriétaire (exemples indicatifs à fournir) ;

- Les droits et actions du bénéficiaire de la charge (le droit d’inspecter les lieux, d’entrer sur le terrain...) et les sanctions applicables en cas de violation des engagements (quelques exemples adaptés à des objectifs spécifiques) ;

- La précision de certaines formalités : impôts, formalités à accomplir, modalités de révision ou d’extinction de l’obligation… »[8].

### Absence de facilités fiscales
Aux termes de l'article 1394 D du code général des impôts, « les communes peuvent, sur délibération du conseil municipal, exonérer de la taxe foncière sur les propriétés non bâties, les propriétaires ayant conclu une obligation réelle environnementale ». S'agissant d'une exonération fiscale, celle-ci s'applique de manière générale à toutes les propriétés concernées par une ORE, et non de manière nominative au bénéfice d'un propriétaire.

## Pérennisation des mesures de compensation écologique
Des ORE peuvent être mises en place pour assurer la pérennité dans le temps de mesures de compensation écologique de la même façon qu'un bail rural ou un bail rural à clause environnementale.